# دانشگاه واشبرن
دانشگاه واشبرن (انگلیسی: Washburn University) دانشگاه دولتی آمریکایی مستقر در شهر توپیکا، کانزاس می‌باشد.